# La Viste
La Viste est un quartier de Marseille, situé dans le 15e arrondissement et faisant partie des quartiers nord.
La « viste » (visto en Provençal / vista en occitan standard), c'est la vue, le panorama sur la rade de Marseille que découvraient les voyageurs arrivant du nord quand, après avoir traversé les vallons de Septèmes puis le Plan d'Aou (« la plaine haute ») de Saint-Antoine, ils arrivaient au début de la descente vers la ville — vue aujourd'hui fortement cachée par les immeubles du quartier.

## Situation
Le quartier de la Viste s'étire le long de l'avenue de la Viste (anciennement route nationale), qui relie l'extrémité nord de l'avenue de Saint-Louis au début de l'avenue de Saint-Antoine, sur environ 2 kilomètres. Le quartier est bordé à l'est par le vallon des Aygalades, et à l'ouest par le vallon de Séon, qui descend du Plan d'Aou jusqu'à Saint-André. Ce vallon, anciennement occupé par carrières d'argile alimentant les tuileries et briqueteries situées en contrebas, offre aujourd'hui aux habitants un grand espace de nature, nommé Foresta du nom d'une ancienne maison de maître (le « château Foresta »), en cours d'aménagement par les associations locales.
À l'origine un village, le quartier a commencé à se densifier au début des années 1960 avec la construction du « 38 La Viste »  par l’architecte grec Georges Candilis, ensemble aujourd'hui labellisé Patrimoine du XXe siècle. De loin, la Viste est repérable par les trois grandes tours du 38, et la tour au niveau du 74 de l'avenue, visibles depuis quasiment tout le nord de la ville. Il est aujourd'hui intégré au sein d'un quartier prioritaire, comptant 3 044 habitants en 2018 avec un taux de pauvreté de 54 %.

## Vie du quartier

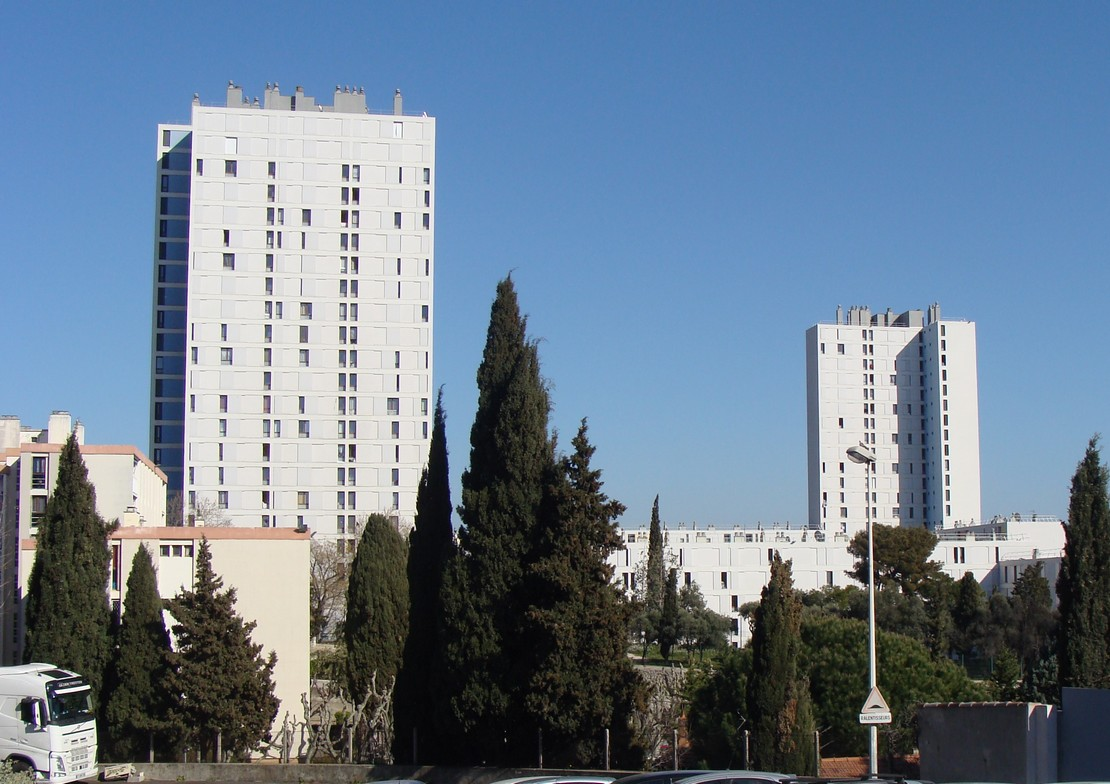
Deux des trois tours du « 38 La Viste ».

Le quartier est traversé du sud au nord par le bus urbain   , qui va de la station de métro Gèze jusqu'au vallon des Tuves, et par la ligne d'autocars 51 reliant Marseille à Aix par la nationale.
De nombreux commerces se trouvent dans le quartier, dont le centre commercial Marseille Grand Littoral dans le vallon de Séon, un Carrefour Market et 123 Market le long de l'avenue. On trouve également, une maison de solidarité, une maison de la PMI, un espace lecture (ACELEM), un lycée professionnel.
Les anciennes activités industrielles installées le long de la route et alimentées par un émissaire du canal de Marseille ont cédé la place à quelques activités tertiaires et à des logements.

## À voir à la Viste
- La cité 38 La Viste et ses 3 tours
- L'église paroissiale Saint-Paul
- L'espace-nature de Foresta et le jardin partagé du boulevard d'Hanoï (parcours-visites organisés)
- Le parc Brégante
- Le petit aqueduc entre la Viste et Saint-Louis.
- L'ermitage des Aygalades (accès restreint)